# Hijos de las estrellas
Hijos de las estrella es un libro de divulgación científica escrito por la astrónoma chilena María Teresa Ruiz, el cual consta de seis capítulos y un glosario en los cuales Ruiz cuenta la historia de la creación de nuestro universo, haciendo hincapié en las estrellas y en su evolución.
Desde su publicación, ha generado comentarios acerca del lenguaje empleado por la autora, el cual se caracteriza por ser simple y por utilizar términos de uso cotidiano para el buen entendimiento de la audiencia. En diversas entrevistas, señala que su objetivo principal en la creación de esta obra fue contar una historia acerca de los inicios del universo con un lenguaje que permitiera que este pudiese ser leído, y a la vez entendido, por personas que no necesariamente tuvieran un conocimiento previo sobre el tema.
La primera versión de este libro fue publicada en el año 1998 bajo la editorial Ediciones B, sin embargo, en el año 2017 fue publicada una nueva versión revisada y aumentada por la editorial Debate, la cual, además, consta de nuevas imágenes de mejor calidad para enriquecer la obra de la autora y así llamar la atención del público.

## Argumento

### Capítulo I: ¿Dónde estamos? ¿Cómo llegamos aquí?
Ruiz comienza el relato del primer capítulo destacando cómo la curiosidad ha impulsado a la humanidad a lo largo del tiempo y que debido a esta hemos logrado llegar a ser una especie exitosa. También, denota la semejanza entre nuestros antepasados quienes indagaron en preguntas poco convencionales para la actualidad pero que sirvieron para llevar a cabo estudios que le permitieron a los astrónomos conocer la historia de nuestro universo.
Avanza el capítulo destacando que hay dos factores que han impulsado la búsqueda más allá de la Tierra, los cuales corresponden a la curiosidad y la necesidad de investigar.
Finalmente, hace una invitación a olvidar el instinto y el sentido común con el fin de emprender este viaje por nuestro universo, aporta que ambos conceptos nos han servido para sobrevivir en la Tierra, sin embargo, son inútiles para explorar el espacio. Acerca de este último, señala que:

Es extraño y está lleno de objetos que no nos son familiares y que sin embargo forman parte de nuestra historia y de nosotros mismos como seres humanos (p.16)
María Teresa Ruiz

Asimismo, la autora indica que el ser humano ha tenido que detener aquel pensamiento de que somos el centro de todo, siendo que en realidad tan solo somos una parte diminuta de ello.

### Capítulo II: Prepararse para iniciar la exploración del universo
El segundo capítulo comienza señalando las herramientas que se requieren para explorar el cosmos, donde una de ellas es la luz. Ruiz, comienza a entregar datos sobre esta, tales como la cifra exacta de la velocidad en la que viaja, y debido a esto, también señala que la información que recibimos del universo no es del momento sino que ya ha pasado en algún tiempo.
Finalmente, menciona los observatorios, donde ocupa una gran cantidad de páginas para detallar algunos de los más importantes y de los cuales ella ha trabajado. Asimismo, destaca los de su país natal, Chile, y explica las condiciones que permiten que este sea un buen candidato para la instalación de estos observatorios. Destaca el interés reciente de los astrónomos del mundo por la exploración de los cielos chilenos. Con respecto a esto último señala que:

El cielo del sur contiene algunos de los objetos astronómicos más interesantes para estudiar cómo es el centro de nuestra propia galaxia, la Vía Láctea, que pasa directamente sobre las cabezas de los habitantes de Santiago de Chile (p.27)
María Teresa Ruiz

### Capítulo III: ¿Desde dónde partimos la exploración?
En el tercer capítulo se habla acerca de la ubicación de la Tierra en el universo, de cómo se encuentra rodeada de formas más grandes y estas, a su vez, de formas aún más grandes. También habla sobre la ubicación del sol dentro de la Vía Láctea, y como esta última tiene una galaxia vecina llamada Andrómeda que se encuentra acompañada por un número de galaxias más pequeñas.
Le da fin al capítulo señalando que estamos acompañados por un gran número de planetas, estrellas y galaxias. Es decir, que nosotros formamos parte de un grupo mucho más grande de cuerpos, esto se denomina “Cúmulo de Virgo”. También están los “Cúmulos de Galaxias” que como dice su nombre, hace referencia a la concentración de galaxias. De este modo, indica que nosotros tan solo somos una pequeña parte de aquel gran número de cuerpos que pueden ser tanto similar como diferentes al nuestro. Finaliza con la siguiente frase:

Entonces, desde aquí partimos: de un punto cualquiera del universo, sin nada particular que lo distinga de ningún otro (p.45)
María Teresa Ruiz

### Capítulo IV: ¿Cuándo y cómo llegamos aquí?
En este capítulo, Ruiz relata lo que sabemos en la actualidad sobre el universo, destacando que lo que conocemos hoy puede cambiar mañana. Señala que el proceso de la ciencia está basado en la observación y la teoría, lo que explicaría la razón por la que tenemos conocimiento de la edad de nuestro universo, la cual corresponde a trece mil setecientos millones de años.
Por consiguiente, comienza a relatar de manera detallada la creación del universo desde el Big-Bang hasta su desarrollo hasta el día de hoy. Con respecto a esto, señala que:

Hace trece mil setecientos millones de años, cuando surgió el universo, estaba formado por una sopa de electrones, neutrinos, quarks y otras partículas fundamentales (p.50)
María Teresa Ruiz

Más adelante en el capítulo, menciona las dos teorías fundamentales en el estudio del universo, las cuales son la Relatividad General y la Mecánica Cuántica, que a pesar de que son inmensamente relevantes para el avance de la ciencia, no son compatibles.
Finalmente, hace mención de las estrellas, las cuales aparecieron con la creación de las primeras galaxias, unos quinientos millones de años después del Big-Bang.

### Capítulo V: Biografía de una estrella
Tal como su nombre lo dice, este capítulo nos lleva a una “biografía completa” sobre las estrellas, las cuales, son una parte clave para nuestra existencia. Comienza señalando cómo se forman y sus componentes. Posteriormente, comenta sobre el telescopio ALMA el cual ha registrado algunas de las imágenes más impresionantes de las estrellas, destaca que con este instrumento se ha podido observar los discos que se forman alrededor de estas, antes de las reacciones nucleares dentro de ellas, en una etapa que ella denomina como “estrella en gestación”. Menciona que con la creación de una nueva estrella se da paso a la formación de un sistema de planetas girando alrededor de esta, lo que actualmente se conocen como exoplanetas.
Más adelante, relata la historia del descubrimiento que la ha hecho conocida, una enana café llamada Kelu (que significa rojo en lengua Mapuche) que fue divisada una noche de marzo del año 1997 en el Observatorio La Silla, en la Región de Coquimbo, Chile. Con respecto a este hallazgo ella señala que:

Fue un momento increíble. A diferencia de muchos otros grupos de astrónomos, yo no la estaba buscando, sino que fue ella la que me hizo señas para que la descubriera (p.68)
María Teresa Ruiz

El sol, es otro tema que abarca la autora durante este capítulo, al ser una estrella fundamental dentro de nuestro universo. Asimismo, entrega datos sobre lo que sucederá con este cuando se le acabe su combustible y finalmente colapse, convirtiéndose en una estrella “gigante roja”.

### Capítulo VI: La llegada
En el capítulo final de este libro, la autora hace una especie de resumen de los temas abordados anteriormente. Vuelve a referirse al sol y su rol principal en la evolución y adaptación de la vida en la Tierra. Señala que:

La vida -al igual que la formación de los primeros átomos y las primeras estrellas- no es más que una etapa en la evolución del universo y nosotros, hasta donde sabemos, somos la expresión más compleja de este proceso (p.86)
María Teresa Ruiz

Finaliza haciendo una reflexión sobre la historia y como con ella podemos analizar nuestra propia existencia y mirarla con admiración.

## Recepción de la obra
En un artículo de la BBC Mundo, mediante una entrevista realizada a la autora en el año 2017, se destacó la simplicidad de su escritura, señalando que:

Su libro más reciente, "Hijos de las estrellas", es un ejemplo de ello: con un estilo sencillo y ameno revela los secretos del Universo, tan "raro y diverso".
Laura Plitt

En una entrevista realizada a la autora por la cadena de radio española SER en el año 2017, se destacó su obra Hijos de las estrellas señalando que:

“Hijos de las estrellas” te lleva, a través de sus páginas, hasta los confines del universo dando respuesta a muchos interrogantes. Es, además, un viaje que invita a reflexionar sobre nuestra propia existencia.
Beatriz Nogal

En un artículo del periódico colombiano El Espectador publicado el año 2018, también se hizo referencia a la obra de la autora y a la simplicidad de su relato, donde se comentó que:

Ruiz publicó Hijos de las estrellas, un libro donde narra las peripecias en el universo, las explosiones y las muertes que tuvieron que pasar en el cosmos para que nosotros estemos acá. Un libro que trata de traducir en un lenguaje sencillo las teorías más importantes del espacio exterior.
Camila Builes